# Pujada a Urkiola
La Pujada a Urkiola (Subida a Urkiola en castellà; Urkiola Igoera en euskera) fou una clàssica ciclista que es disputà a Euskadi entre el 1931 i el 2009. La primera edició fou organitzada per la S.C. Bilbaina, però a partir de 1936 i fins a la fi de la cursa fou la S.C. Duranguesa l'encarregada de la seva organització. Fins al 1984 la seva disputa fou irregular, però a partir d'aquell moment i fins al 2009, darrera edició, es va disputar de manera continuada l'endemà de la Clàssica de Sant Sebastià. El 2010 l'organització anuncià que no es disputaria per la manca de recursos econòmics.
El primer vencedor fou Ricardo Montero, mentre que el que més vegades l'ha guanyat ha estat Leonardo Piepoli, amb quatre.

## Palmarès
| Any                   | Vencedor              | Segon                  | Tercer                     | Km    | Temps      |
| --------------------- | --------------------- | ---------------------- | -------------------------- | ----- | ---------- |
| 1931                  | Ricardo Montero       | Vicente Trueba         | Federico Ezquerra          | 5     | 21' 01"    |
| 1932-35 No es disputà |                       |                        |                            |       |            |
| 1936                  | Claudio Leturia       | Manuel Trueba          | Federico Ezquerra          | 5     | 20' 13"    |
| 1937-60 No es disputà |                       |                        |                            |       |            |
| 1961                  | Antoni Karmany        | Juan José Sagarduy     | Jesús Loroño               | 5     | 17' 47"    |
| 1962                  | Julio Jiménez         | Juan José Sagarduy     | Antoni Karmany             | 5     | 18' 15"    |
| 1963 No es disputà    |                       |                        |                            |       |            |
| 1964                  | Julio Jiménez         | Juan José Sagarduy     | Manuel Galera              | 5     | 18' 01"    |
| 1965                  | Julio Jiménez         | Juan José Sagarduy     | Federico Martín Bahamontes | 5     | 18' 36"    |
| 1966                  | Eusebio Vélez         | Francisco Gabica       | Gregorio San Miguel        | 9     | 25' 36"    |
| 1967-68 No es disputà |                       |                        |                            |       |            |
| 1969                  | Gabriel Mascaró       | Mingo Fernández        | Ventura Díaz               | 9     | 27' 50"    |
| 1970-83 No es disputà |                       |                        |                            |       |            |
| 1984                  | Vicente Belda         | Carlos Hernández       | Iñaki Gastón               | 130   | 3h 33'02"  |
| 1985                  | Jesús Rodríguez Magro | Vicente Belda          | Alirio Chizabas            | 148   | 3h 55'00"  |
| 1986                  | Óscar de Jesús Vargas | Alirio Chizabas        | Jokin Mujika               | 156   | 3h 58'46"  |
| 1987                  | Marino Lejarreta      | Jerome Simon           | Jesús Rodríguez Magro      | 166   | 4h 05' 33" |
| 1988                  | Marino Lejarreta      | Miguel Ángel Martínez  | Álvaro Pino                | 166   | 3h 59' 15" |
| 1989                  | Andrew Hampsten       | Santos Hernández       | Fernando Quevedo           | 167   | 4h 17' 03" |
| 1990                  | Andrew Hampsten       | Tony Rominger          | Marino Lejarreta           | 167   | 4h 24' 50" |
| 1991                  | Pedro Delgado         | Marino Lejarreta       | Jesús Montoya              | 166   | 3h 59' 34" |
| 1992                  | Claudio Chiappucci    | Pedro Delgado          | Ivan Gotti                 | 166   | 4h 14' 28" |
| 1993                  | Tony Rominger         | Claudio Chiappucci     | Andrew Hampsten            | 160   | 4h 03' 23" |
| 1994                  | José María Jiménez    | Claudio Chiappucci     | Ramón González Arrieta     | 160   | 4h 02' 02" |
| 1995                  | Leonardo Piepoli      | Erik Breukink          | Claudio Chiappucci         | 160   | 3h 47' 25" |
| 1996                  | José María Jiménez    | Marco Fincato          | Oscar Pellicioli           | 160   | 3h 49' 25" |
| 1997                  | Beat Zberg            | José María Jiménez     | Jon Odriozola              | 160   | 3h 53' 28" |
| 1998                  | Simone Borgheresi     | Axel Merckx            | Ángel Casero               | 160   | 3h 58' 12" |
| 1999                  | Leonardo Piepoli      | Francisco Tomás García | José María Jiménez         | 160   | 3h 58' 33" |
| 2000                  | Francesco Casagrande  | Leonardo Piepoli       | Davide Rebellin            | 160   | 3h 50' 52" |
| 2001                  | Jon Odriozola         | José María Jiménez     | Joaquim Rodríguez          | 160   | 3h 55' 47" |
| 2002                  | Dario Frigo           | Carlos García Quesada  | Danilo Di Luca             | 160   | 3h 47' 18" |
| 2003                  | Leonardo Piepoli      | Dave Bruylandts        | Haimar Zubeldia            | 160   | 3h 53' 59" |
| 2004                  | Leonardo Piepoli      | Francesco Casagrande   | Carlos García Quesada      | 160   | 3h 51' 26" |
| 2005                  | Joaquim Rodríguez     | Alberto Benítez        | Matteo Carrara             | 169   | 4h 08' 33" |
| 2006                  | Iban Mayo             | Ricardo Serrano        | Igor Antón                 | 161   | 3h 48' 25" |
| 2007                  | J.Á.Gómez Marchante   | David López            | Juan José Cobo             | 161,5 | 3h 50' 38" |
| 2008                  | David Arroyo          | Juan José Cobo         | Sergio Pardilla            | 161,5 | 3h 50' 12" |
| 2009                  | Igor Antón            | Xavier Tondo           | Freddy Montaña             | 161,5 | 3h 48' 58" |